# Kap Hunter
Kap Hunter ist eine felsige Landspitze an der ostantarktischen Georg-V.-Küste. Sie liegt 13 km westlich des Kap Denison am Westufer der Commonwealth Bay.
Teilnehmer der Australasiatischen Antarktisexpedition (1911–1914) unter der Leitung des australischen Polarforschers Douglas Mawson entdeckten das Kap im Jahr 1912. Mawson benannte es nach John George Hunter (1888–1964), dem leitenden Biologen der Forschungsreise.